# GM Большого Пса
GM Большого Пса (лат. GM Canis Majoris) — одиночная переменная звезда в созвездии Большого Пса на расстоянии приблизительно 3687 световых лет (около 1130 парсеков) от Солнца. Видимая звёздная величина звезды — от +11,2m до +8,4m.

## Характеристики
GM Большого Пса — красная углеродная пульсирующая полуправильная переменная звезда типа SRB (SRB) спектрального класса C.